# OnGameNet Starleague

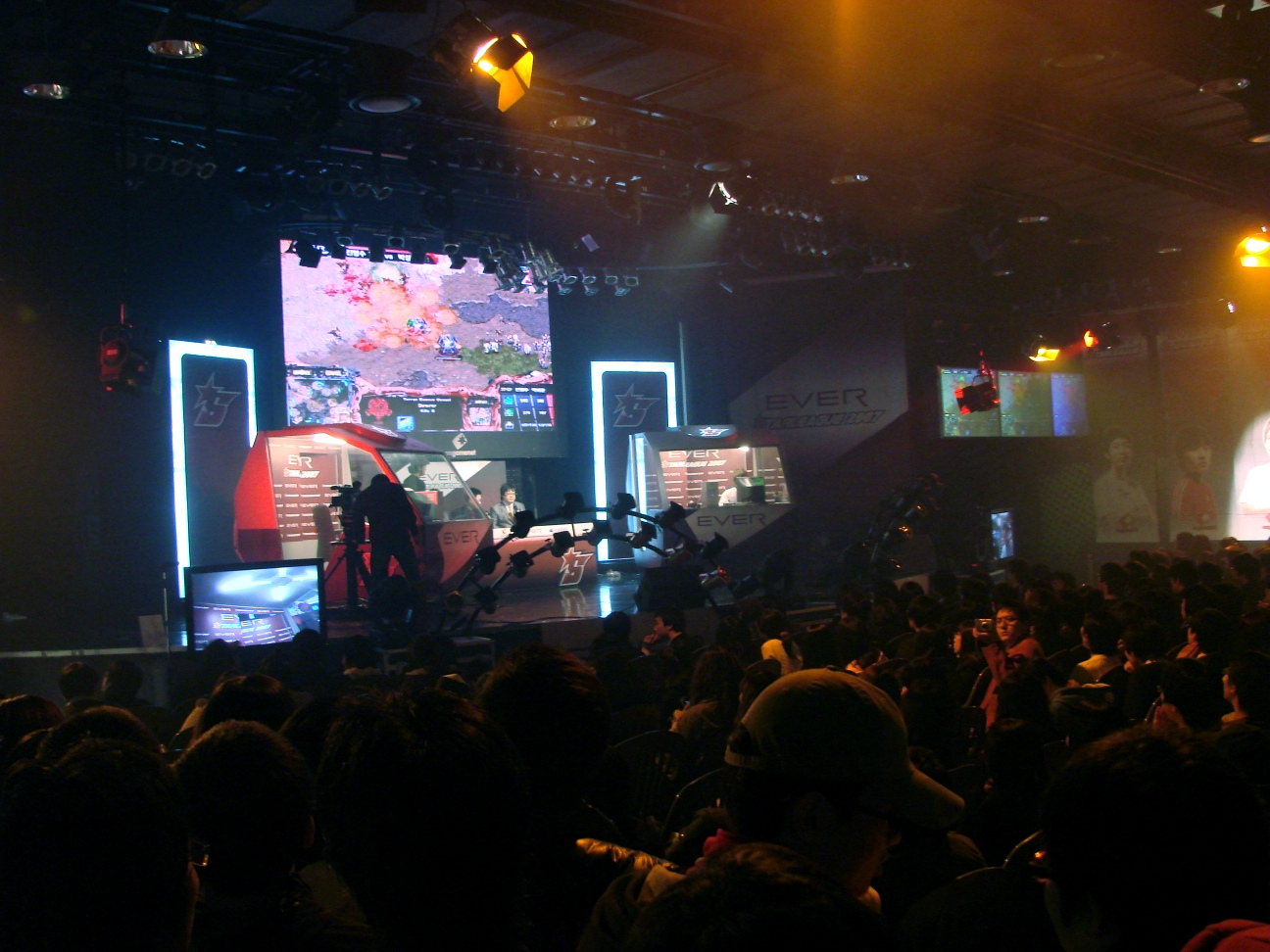
Lo studio di OnGameNet

La OnGameNet Starleague, conusciuta brevemente come OSL, è stato un torneo professionale del videogioco StarCraft: Brood War e, da luglio del 2012, un torneo di StarCraft II. È trasmesso dal canale televisivo OnGameNet in Corea del Sud.

## Storia
La Starleague inizia come un programma di Tooniverse, grazie alla popolarità di StarCraft in Corea del Sud ed al successo della trasmissioni di competizioni videoludiche. Successivamente, essa viene trasferita su un canale dedicato, OnGameNet.
La Starleague inizia ad attirare molte attenzioni con l'avvento di Lim Yo-Hwan, conosciuto come Boxer, che tra il 2001 e il 2002 si aggiudica due OSL, oltre a due ulteriori finali.
Con la crescita di popolarità della competizione, i giocatori iniziano ad organizzarsi in diversi team, e nel 2003 viene creata una competizione a squadra, detta Proleague, da affiancare ad essa.
Nel 2012 OnGameNet decide di sospendere il torneo di Brood War, e di sostituirlo, senza cambiarne il nome, con un torneo di StarCraft II. Questo torneo viene però sospeso dopo due stagioni.

## Golden Mouse
Il vincitore di almeno tre OSL riceve un premio aggiuntivo, detto Golden Mouse. Solo 4 giocatori sono riusciti ad aggiudicarselo:
- Nel 2006 a Nada, Lee Yun-Yeol
- Nel 2008 a Julyzerg, Park Sung-Joon
- Nel 2009 a Jaedong, Lee Jae-Dong
- Nel 2010 a Flash, Lee Young-Ho

Oltre al Golden Mouse, OnGameNet ha annunciato di voler assegnare anche il Platinum Mouse e il Diamond Mouse, rispettivamente per la vittoria di 5 e 7 OSL. Nessuno ha però ancora reclamato il premio.

## Vincitori[2]

### Korea Open
| Anno | Nome           | Vincitore             | Secondo             | Finale |
| ---- | -------------- | --------------------- | ------------------- | ------ |
| 1999 | Tooniverse PKO | Freemura Choi Jin Woo | TheBoy Kook Ki Bong | 3-2    |

### Brood War OSL
| Anno | Nome                    | Vincitore               | Secondo                     | Finale |
| ---- | ----------------------- | ----------------------- | --------------------------- | ------ |
| 2000 | Hanaro OSL              | Grrr... Guillaume Patry | H.O.T-Forever Do Kyung      | 3-2    |
| 2000 | Freechal OSL            | GARIMTO Kim Dong-Soo    | SKELTON Bong Jun Gu         | 3-2    |
| 2001 | Hanbitsoft OSL          | BoxeR Lim Yo-Hwan       | Jinnam Jang Jin Nam         | 3-0    |
| 2001 | Coca-Cola OSL           | BoxeR Lim Yo-Hwan       | Yellow Hong Jin-Ho          | 3-2    |
| 2001 | SKY OSL                 | GARIMTO Kim Dong-Soo    | BoxeR Lim Yo-Hwan           | 3-2    |
| 2002 | NATE OSL                | Sync Byun Gil Sub       | H.O.T-Forever Do Kyung      | 3-1    |
| 2002 | SKY OSL                 | Reach Park Jung-Suk     | BoxeR Lim Yo-Hwan           | 3-1    |
| 2003 | Panasonic OSL           | NaDa Lee Yun-Yeol       | ChoJJa Jo Yong-Ho           | 3-0    |
| 2003 | Olympus OSL             | XellOs Seo Ji-Hun       | Yellow Hong Jin-Ho          | 3-2    |
| 2003 | MyCube OSL              | Kingdom Park Yong Wook  | Nal_rA Kang Min             | 3-1    |
| 2004 | NHN OSL                 | Nal_rA Kang Min         | Zeus Chun Tae Kyu           | 3-1    |
| 2004 | Gillette OSL            | July Park Sung-Joon     | Reach Park Jung-Suk         | 3-1    |
| 2004 | EVER OSL                | iloveoov Choi Yeon-Sung | BoxeR Lim Yo-Hwan           | 3-2    |
| 2005 | IOPS OSL                | NaDa Lee Yun-Yeol       | July Park Sung-Joon         | 3-0    |
| 2005 | EVER OSL                | July Park Sung-Joon     | Goodfriend Lee Byung Min    | 3-2    |
| 2005 | So1 OSL                 | Anytime Oh Young Jong   | BoxeR Lim Yo-Hwan           | 3-2    |
| 2006 | ShinHan OSL Season 1    | iloveoov Choi Yeon-Sung | July Park Sung-Joon         | 3-0    |
| 2006 | ShinHan OSL Season 2    | Casy Han Dong Wook      | ChoJJa Jo Yong-Ho           | 3-1    |
| 2006 | ShinHan OSL Season 3    | NaDa Lee Yun-Yeol       | Anytime Oh Young Jong       | 3-2    |
| 2007 | ShinHan OSL Pre Masters | sAviOr Ma Jae-Yoon      | NaDa Lee Yun-Yeol           | 3-1    |
| 2007 | Daum OSL                | GGPlay Kim Jun Young    | Iris Byun Hyung Tae         | 3-2    |
| 2007 | EVER OSL                | Jaedong Lee Jae-Dong    | Stork Song Byung-Gu         | 3-1    |
| 2008 | Bacchus OSL             | Flash Lee Young-Ho      | Stork Song Byung-Gu         | 3-0    |
| 2008 | EVER OSL                | July Park Sung-Joon     | BeSt Do Jae Wook            | 3-0    |
| 2008 | Incruit OSL             | Stork Song Byung-Gu     | FanTaSy Jung Myung Hoon     | 3-2    |
| 2009 | Batoo OSL               | Jaedong Lee Jae-Dong    | FanTaSy Jung Myung Hoon     | 3-2    |
| 2009 | Bacchus OSL             | Jaedong Lee Jae-Dong    | YellOw[ArnC] Park Myung Soo | 3-0    |
| 2010 | EVER OSL                | Flash Lee Young-Ho      | Movie Jin Young Hwa         | 3-1    |
| 2010 | Korean Air OSL Season 1 | Effort Kim Jung Woo     | Flash Lee Young-Ho          | 3-2    |
| 2010 | Korean Air OSL Season 2 | Flash Lee Young-Ho      | Jaedong Lee Jae-Dong        | 3-1    |
| 2011 | Bacchus OSL             | FanTaSy Jung Myung Hoon | Stork Song Byung-Gu         | 3-0    |
| 2011 | Jin Air OSL             | JangBi Heo Yeong Moo    | FanTaSy Jung Myung Hoon     | 3-2    |
| 2012 | Tving OSL               | JangBi Heo Yeong Moo    | FanTaSy Jung Myung Hoon     | 3-1    |

### StarCraft 2 OSL
| Anno | Nome                 | Vincitore           | Secondo               | Finale |
| ---- | -------------------- | ------------------- | --------------------- | ------ |
| 2012 | Auction All-Kill OSL | Rain Jung Yoon Jong | DongRaeGu Park Soo Ho | 4-1    |
| 2013 | Auction All-Kill OSL | Maru Cho Sung Choo  | Rain Jung Yoon Jong   | 4-2    |

## Vincitori per razza

### Brood War OSL
| Razza   | Vincitori | Secondi |
| ------- | --------- | ------- |
| Terran  | 14        | 12      |
| Zerg    | 10        | 13      |
| Protoss | 10        | 9       |